# 菊川裕也
菊川 裕也（きくかわ ゆうや、1985年 - ）は日本の技術者, 経営者。株式会社ORPHE（元株式会社no new folk studio）の代表取締役社長。
鳥取県生まれ。一橋大学経営学部を卒業後、首都大学東京大学院芸術工学研究科に進学。「PocoPoco」などの電子楽器のインターフェース研究に取り組む過程で、靴のスマート化に着目。2014年10月にno new folk studioを設立し、2016年9月、ＬＥＤやモーションセンサーを搭載したスマートフットウェア「Orphe」（オルフェ）の一般販売を開始。ダンスやスポーツ、ヘルスケアなど分野を超えたコラボレーションが話題になる。アジアデジタルアート大賞優秀賞、Music Hack Day Barcelona – Sonar賞など受賞歴多数。